# جهاد أيوب
جهاد أيوب (مواليد 30 مارس 1995) هو لاعب كرة قدم لبناني يلعب في مركز الوسط المدافع في نادي الأنصار ومنتخب لبنان.

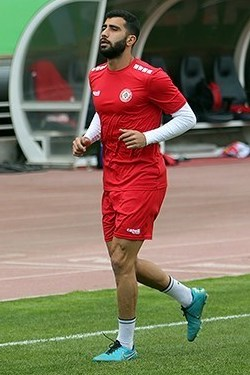
جهاد أيوب يتدرب مع المنتخب اللبناني عام 2022.